# Leonhard Schmidt
Leonhard Schmidt (* 19. Januar 1892 in Backnang; † 13. August 1978 in Stuttgart-Untertürkheim) war ein deutscher Maler der Neuen Sachlichkeit. Er zählte zu den Stuttgarter Sezessionisten der ersten Stunde.

## Leben
Leonhard Schmidt war das älteste von fünf Kindern eines Schuhmachers. Er begann seine Lehre als Dekorationsmaler in Backnang und legte 1909 seine Gesellenprüfung ab. Von 1910 bis 1915 war er auf Wanderschaft, von 1915 bis 1918 im Landsturm und bei der Gefangenen-Bewachung in Darmstadt. In diese Zeit fallen seine ersten Zeichnungen. Ab 1919 an der Akademie der bildenden Künste in Stuttgart, dort studierte er dann bei Robert Breyer und Heinrich Altherr.
1920 heiratete er Martha Holz. 1923 nahm er an der ersten Ausstellung der Stuttgarter Sezession teil, bei der er einen eigenen Raum erhielt. Bereits zu Lebzeiten wurde Schmidts Kunst von großen Museen wie der Staatsgalerie Stuttgart und der Berliner Nationalgalerie durch Ankäufe gewürdigt. Zur Zeit des Nationalsozialismus wurden einige seiner Arbeiten jedoch als „entartet“ erklärt und durften nicht weiter öffentlich gezeigt werden.
1943 wurde seine Wohnung ausgebombt und ein Teil seiner frühen Werke zerstört. Nach dem Krieg zog seine Frau mit den beiden Töchtern nach Allmersbach im Tal. Schmidt jedoch blieb in Untertürkheim. 1970 erhielt er das Bundesverdienstkreuz 1. Klasse. 1974 bekam er den Professorentitel verliehen, 1975 wurde er zum Ehrenmitglied des Künstlerbundes Baden-Württemberg ernannt.
In Untertürkheim wurde im Jahr 2000 der Leonhard-Schmidt-Platz eingeweiht. 2008 benannte die Stadt Backnang einen Weg in der Katharinenplaisir nach ihm, den Leonhard-Schmidt-Weg. 2011 wurde in Untertürkheim der „Verein zur Förderung und Pflege des Werkes von Leonhard Schmidt e.V.“ gegründet.